# Senta Crotz de Valfrancesca
Senta Crotz de Valfrancesca (en francès Sainte-Croix-Vallée-Française) és un municipi del departament francès del Losera a la regió d'Occitània.